# Lionel Pracht
Walter Carl Urban Lionel Pracht (* 29. Mai 1875 in Uelzen; † 2. März 1945 in Bad Pyrmont) war ein deutscher Verwaltungsbeamter und Politiker (DDP).

## Leben
Pracht war der Sohn des Pastors Karl Friedrich Gustav Pracht und dessen Ehefrau Helene Marie Albertine, geborene Schaumann. Er heiratete am 11. August 1903 in Göttingen Johanne Dorothea Gertrude Spreine. Er besuchte das Gymnasium Göttingen und legte dort 1894 das Abitur ab. Von 1894 bis 1901 war er aktiver Offizier und schied dann aufgrund einer Manöververletzung aus dem Militärdienst aus. Nach der Vorbereitung auf den zivilen Kommunaldienst war er von 1903 bis 1906 Gemeindevorsteher von Vienenburg. In den Jahren 1906 bis 1918 war er Bürgermeister von Schivelbein. Von 1918 bis 1924 war er Bürgermeister von Bad Pyrmont und danach Aufsichtsratsmitglied der Bad Pyrmont AG.
1919 bis 1922 war er für die DDP Abgeordneter in der Verfassungsgebenden Waldeck-Pyrmonter Landsvertretung.